# Rook shooting

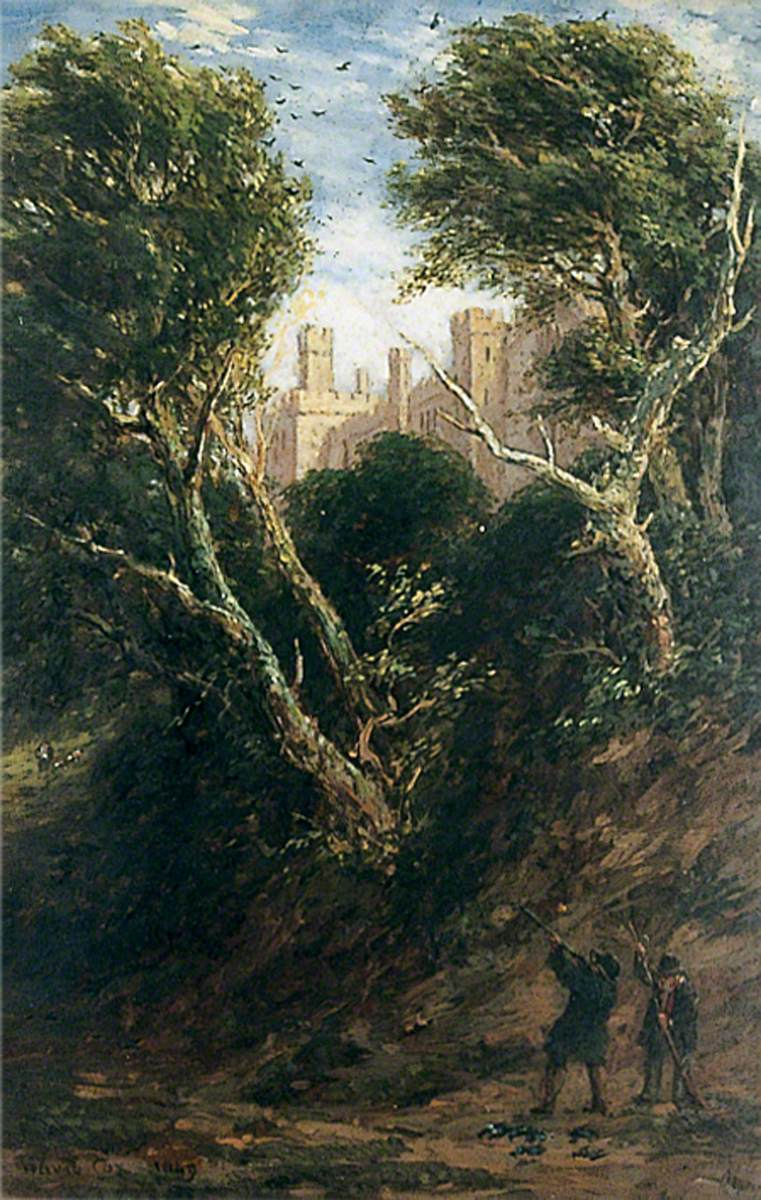
"Rook shooting", de David Cox, 1849

Rook shooting é uma designação na língua inglesa para um evento de caça (algo como "tiro ao corvo"), um evento do mês de maio que se tornou popular na zona rural da Inglaterra no final da era vitoriana, usado também para combater os efeitos daquela praga.

## Histórico
O rook shooting era um esporte anteriormente popular no Reino Unido, no qual filhotes de corvos eram abatidos dos galhos de árvores quando ainda não podiam voar, muitas vezes usando rifles específicos conhecidos como rook rifles. O rook shooting servia também como uma forma de controle de pragas, um esporte sangrento que transforma animais em alvos vivos ou uma forma de caça a pássaros comestíveis.
Os corvos ("rooks") tendem a viver em colônias conhecidas como "rookeries" colônias, que com o tempo crescem e se tornam uma praga nas áreas rurais. Na Grã-Bretanha rural da época, era comum a prática de abater os filhotes conhecidos como "branchers" antes que fossem capazes de voar. Esses eventos "rook shooting", além de eventos sociais, eram também uma fonte de alimento (o corvo torna-se intragável quando adulto), pois as tortas de corvo e de coelho eram consideradas iguarias.
O "rook", é uma ave da família dos corvídeos, na verdade, uma gralha; o termo corvo é usado na língua portuguesa como uma generalização coloquial. O que mais diferencia um rook de um corvo são seus hábitos sociais e alimentares, apesar do "rook" ser um pouco maior que o "corvo" comum; enquanto o corvo é um pássaro "solitário", o "rook" é um pássaro gregário.
Em relação à alimentação, enquanto o corvo é essencialmente "carnívoro", o rook se alimenta de frutas e grãos (principalmente milho), apesar de também não ser totalmente "vegetariano", quando na costa, ele se alimenta de amêijoas e mexilhões.
A controvérsia envolvendo a preservação e o "manejo" dessa espécie vem de longa data, desde a publicação do "Poisoned Grain Prohibition Act" em 1863, que apesar de tentar proteger a espécie, tem na sua seção quatro um trecho que permite a aplicação de "qualquer solução" para proteger os grãos da produção agrícola; por outro lado, o rook também é um predaror de insetos que causam prejuízo, como o temido "besouro do Colorado".